# Baryceros
Baryceros är ett släkte av steklar. Baryceros ingår i familjen brokparasitsteklar.

## Dottertaxa tillBaryceros, i alfabetisk ordning[1]
- Baryceros abdominalis
- Baryceros albipes
- Baryceros audax
- Baryceros bilineatus
- Baryceros breviatorius
- Baryceros burgosi
- Baryceros candidus
- Baryceros dubiosus
- Baryceros eucleidis
- Baryceros flavofasciatus
- Baryceros fortis
- Baryceros guttatus
- Baryceros halli
- Baryceros intermedius
- Baryceros lascivus
- Baryceros manaosensis
- Baryceros microgaster
- Baryceros minor
- Baryceros mirabilis
- Baryceros mirandus
- Baryceros parvituberculatus
- Baryceros persimilis
- Baryceros petiolator
- Baryceros punctatus
- Baryceros rugosus
- Baryceros scutellaris
- Baryceros serratorius
- Baryceros sibine
- Baryceros similis
- Baryceros tetraspilus
- Baryceros texanus
- Baryceros tibialis
- Baryceros tibiator
- Baryceros tricolor
- Baryceros zapotecus